# Vanderbilt (Pennsylvanie)
Pour les articles homonymes, voir Vanderbilt.
Le borough de Vanderbilt est situé dans le comté de Fayette, dans l’État de Pennsylvanie. Selon le recensement de 2000, sa population est de 553 habitants. Il a été nommé en hommage à l’entrepreneur Cornelius Vanderbilt.

## Source
- (en) Cet article est partiellement ou en totalité issu de l’article de Wikipédia en anglais intitulé « Vanderbilt, Pennsylvania » (voir la liste des auteurs).